# Bloc Català dels Treballadors
El Bloc Català dels Treballadors (BCT) (Bloque Catalán de los Trabajadores en castellano) fue un partido político español, de orientación comunista y cuyo ámbito de actuación era Cataluña. Se definía como una organización nacionalista de izquierda catalana cuyo objetivo era la autodeterminación de Cataluña en aras a crear un estado soberano catalán.
Se formó en 1978 por la fusión del Moviment d'Unificació Marxista, de parte del Partit del Treball de Catalunya y de algunos independientes provenientes del PSC.
En las elecciones generales de 1979 participó en el seno del Bloc d'Esquerra d'Alliberament Nacional (BEAN), en el que se integró al constituirse en partido político, presentando como candidato en las elecciones de 1978 a nivel estatal, al exsenador Lluis María Xirinacs. 
A finales de 1978 el PSAN se retiró del BEAN, quedando únicamente en dicha plataforma el BCT y los independientes afines a Lluis María Xirinacs. El BCT se convirtió en verdadero motor del BEAN, pero fracasó en las elecciones al Parlamento de Cataluña de 1980, lo que produjo a finales de 1981 la disolución del BEAN y posteriormente en 1982 la disolución del BCT, pasando la mayoría de sus miembros pasaron a Nacionalistes d'Esquerra.